# 莉斯·阿西娅
莉斯·阿西娅（Lys Assia，1924年3月3日—2018年3月24日），原名羅莎·米娜·沙亞爾（德語：Rosa Mina Schärer），出生于瑞士阿尔高州鲁珀斯维尔，为瑞士歌手，曾于1956年赢得首届欧洲歌唱大赛的冠军。

## 生平

### 歌唱生涯
她小时候曾经是一名舞蹈演员。但在1940年的时候，她因临时顶替了另外一名女歌手登台演出，获得了听众的好评，于是她开始从舞蹈演员转行为歌手。
在1956年，她代表瑞士摘得了首届欧洲歌唱大赛的桂冠。值得一提的是，她也曾在同年欧视大赛德国赛区的决赛中参与角逐。换句话说，她在1956年脚踏两只船，同时参加了2个不同国家赛区举办的比赛。她分别在1957年和1958年代表瑞士再次重返欧视大赛，在第三届欧视大赛中仅以3分的差距与冠军失之交臂。
1957年1月11日，阿西娅与约翰·海因里希（Johann Heinrich）在苏黎世结婚。据称由于其丈夫有重病，所以婚事办得很快。在婚后的9个月里，她正处于事业发展的顶峰，其在海外的影响力甚至超过了对瑞士国内的影响力。由于持续致力于对事业奉献以及无比的决心，她在商业上取得了令人瞩目的成功，但同时花在家庭上的时间就少之又少了。
2011年11月，她以一首由Ralph Siegel和Jean Paul Cara创作的"C'était ma vie"参加了为2012年欧洲歌唱大赛举办的瑞士国家选拔赛。遗憾的是，这首歌在激烈的国家级比赛中只获得了第8名。她后以荣誉嘉宾的身份出席了2012年在巴库举办的欧视大赛。当代表瑞典的罗琳刚演唱完歌曲，主持人艾尔加西莫夫在观众面前欢迎她的特别捧场时，在致辞中称呼她为“欧视一姐”(the first lady of Eurovision)。
2012年，阿西娅以一首《都在你的脑海里》（"All In Your Head"）出击为下一年欧洲歌唱大赛准备的瑞士国家决赛，这首歌有嘻哈乐队New Jack的助阵。此前曾有小道消息称阿西娅会代表圣马力诺参赛，但2013年1月30日圣马力诺公布参赛歌手是Valentina Monetta后，谣言便不攻自破。
1956年，由于有主办国优势的便利，她成为第一个于自己的生日当天在欧视大赛献艺的艺术家。直到30年后，这个巧合才在另一个名叫Sanja Doležal的歌手身上再现，后者曾是Novi fosili组合的主唱并代表南斯拉夫参加1987年欧洲歌唱大赛。

### 逝世
2018年3月24日阿西娅與世長辭，享年94歲。